# 263 Carinae
263 Carinae (y Carinae) é uma estrela na direção da Carina. Possui uma ascensão reta de 11h 12m 36.02s e uma declinação de −60° 19′ 03.5″. Sua magnitude aparente é igual a 4.59. Considerando sua distância de 12538 anos-luz em relação à Terra, sua magnitude absoluta é igual a −8.34. Pertence à classe espectral A6Ia. É uma estrela variável Alpha Cygni.